# William Henry Haywood

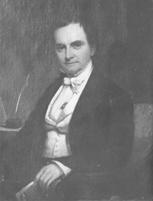
William Henry Haywood

William Henry Haywood, Jr., född 23 oktober 1801 i Raleigh, North Carolina, död 7 oktober 1852 i Raleigh, North Carolina, var en amerikansk demokratisk politiker. Han representerade delstaten North Carolina i USA:s senat 1843–1846.
Haywood utexaminerades 1819 från University of North Carolina at Chapel Hill. Han studerade sedan juridik och inledde 1822 sin karriär som advokat i Raleigh.
President Martin Van Buren nominerade Haywood till USA:s chargé d'affaires i Belgien men han tackade nej till utnämningen. Haywood efterträdde 1843 William Alexander Graham som senator för North Carolina. Han var ordförande i senatens handelsutskott 1845–1846. Han vägrade 1846 att ta instruktioner från delstatens lagstiftande församling om hur han skulle agera i en fråga om skyddstullar. Haywood avgick och han efterträddes som senator av George Edmund Badger.
Haywood avled 1852 och gravsattes på City Cemetery i Raleigh.